# Spring Airlines
Spring Airlines (chinesisch 春秋航空公司, Pinyin Chūnqīu Hángkōng Gōngsī – „Frühlings- und Herbst-Fluggesellschaft“, kurz: 春航) ist eine chinesische Billigfluggesellschaft mit Sitz in Shanghai und Basis auf dem Flughafen Shanghai-Hongqiao. Sie ist eine Tochtergesellschaft des Reiseunternehmens Shanghai Spring International Travel Service.

## Geschichte

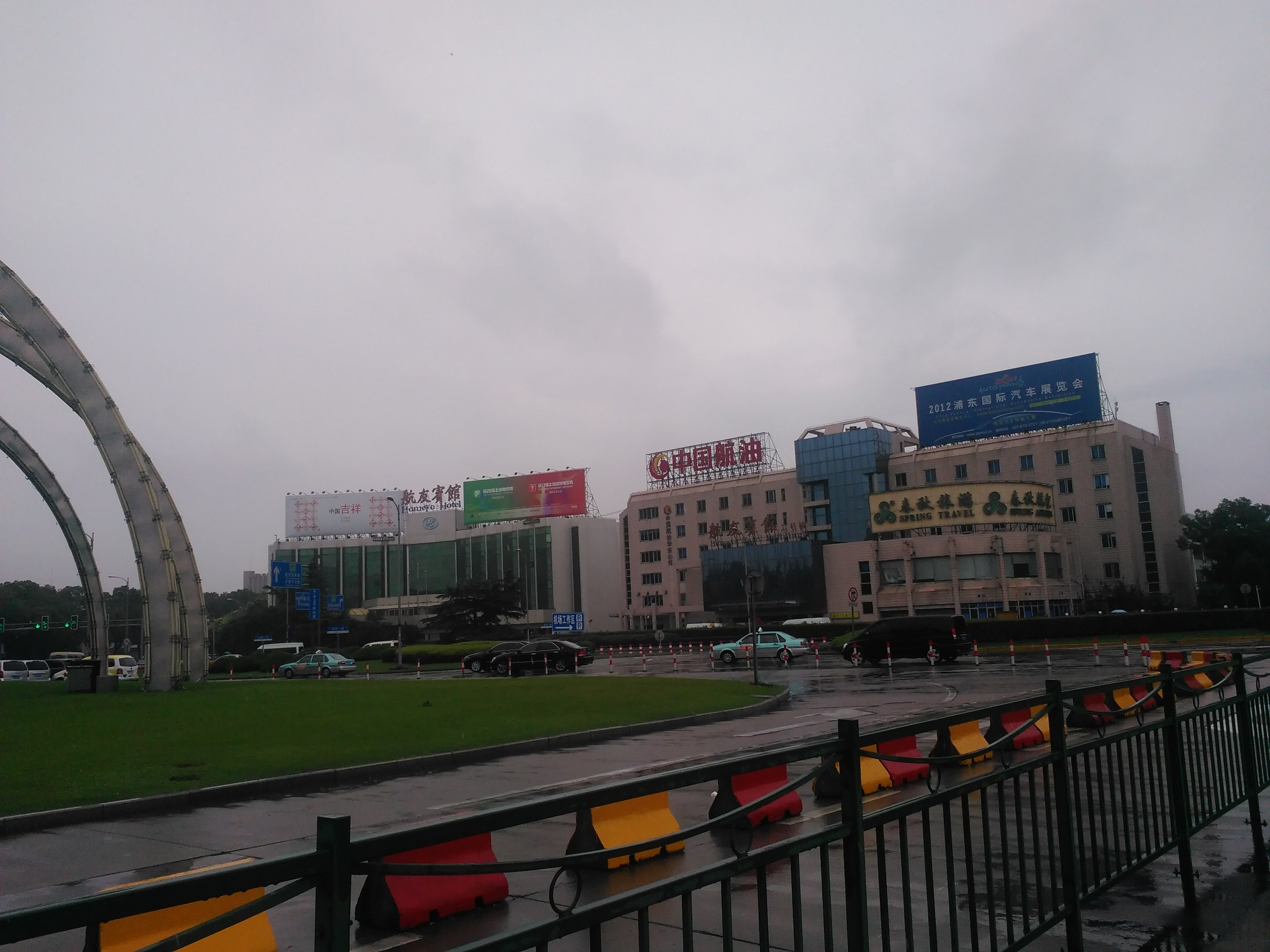
Sitz der Spring Airlines

Spring Airlines wurde als erste Billigfluggesellschaft des Landes gegründet und erhielt ihre Betriebsgenehmigung am 26. Mai 2004. Im Juli 2005 übernahm sie ihren ersten Airbus A320-200 von Lotus Air. Der Flugbetrieb wurde am 18. Juli mit einem Flug von Shanghai nach Yantai aufgenommen. Gleichzeitig wurde auch ein Flug nach Guilin ins Programm aufgenommen. Am 1. April 2009 ging die Fluggesellschaft in Shanghai an die Börse. Der größte Anteilseigner ist mit 60 % Spring Airlines, gefolgt von Shanghai Spring International Travel Service. Spring Airlines besitzt 33 % an der, 2013 gegründeten, japanischen Spring Airlines Japan, welche eine reine Boeing 737-Flotte besitzt. Diese führt nationale Flüge innerhalb Japans und internationale Flüge nach China durch.

## Flugziele
Spring Airlines bedient von ihren chinesischen Basen in Shanghai (Flughafen Shanghai-Pudong und Flughafen Shanghai-Hongqiao), Shenyang, Shenzhen, Shijiazhuang, Flughafen Yangzhou und der Basis im japanischen Kansai aus Ziele innerhalb der Volksrepublik China, Japan, Korea und Thailand.

## Flotte

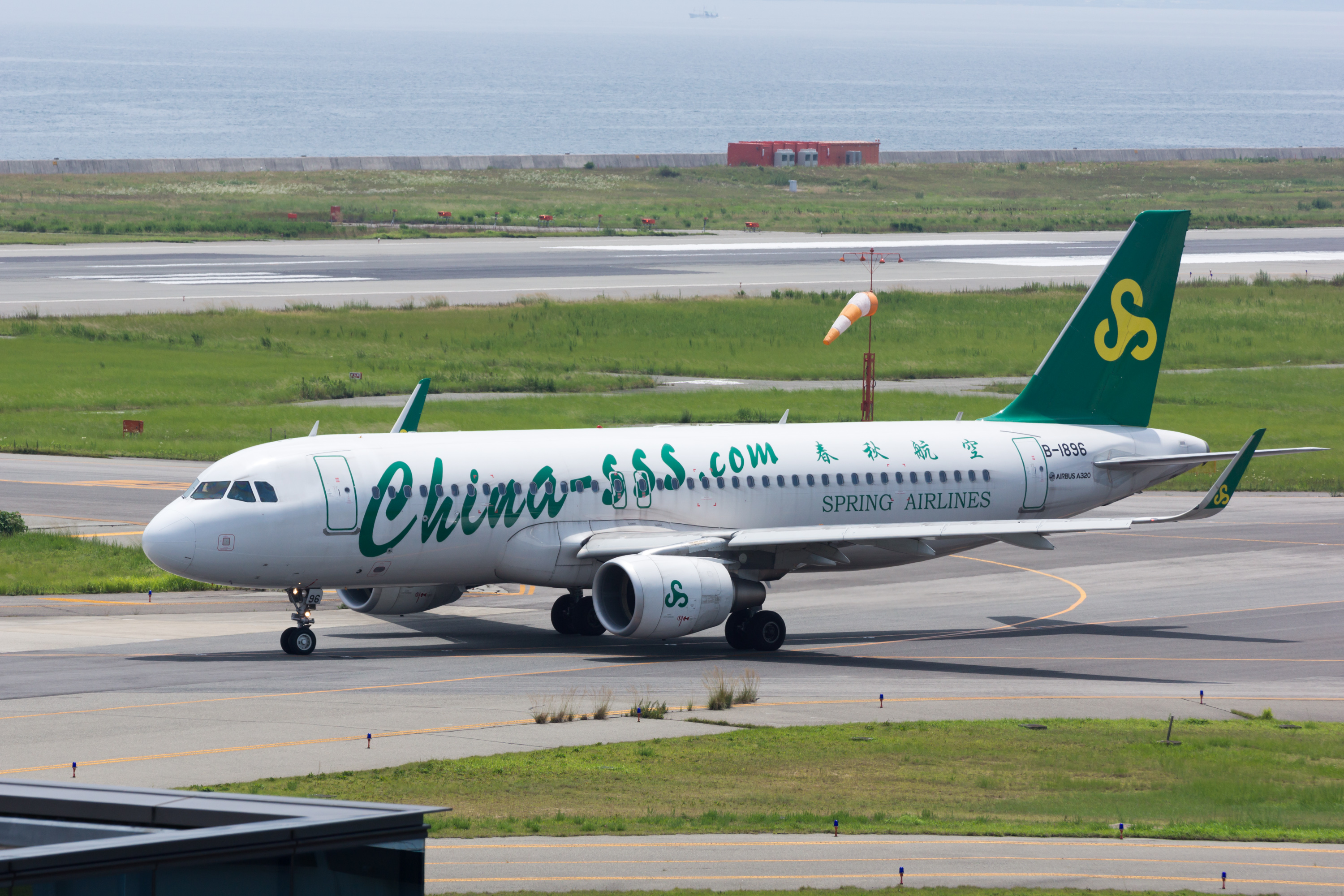
Airbus A320-200 der Spring Airlines mit Sharklets

Mit Stand November 2024 besteht die Flotte der Spring Airlines aus 126 Flugzeugen mit einem Durchschnittsalter von 7,7 Jahren:
| Flugzeugtyp     | Anzahl | bestellt | Anmerkungen   | Durchschnittsalter |
| --------------- | ------ | -------- | ------------- | ------------------ |
| Airbus A320-200 | 075    |          | einer inaktiv | 10,5 Jahre         |
| Airbus A320neo  | 039    | 12       | siebeninaktiv | 3,6 Jahre          |
| Airbus A321neo  | 012    | 04       |               | 3,3 Jahre          |
| Gesamt          | 126    | 16       |               | 7,7 Jahre          |

### Aktuelle Sonderbemalungen
| Bemalung                  | Flugzeugtyp     | Luftfahrzeugkennzeichen | Zeitraum           | Bild |
| ------------------------- | --------------- | ----------------------- | ------------------ | --- |
| FairLink                  | Airbus A320-200 | B-1807                  | seit Oktober 2019  | Bild gesucht Die Wikipedia wünscht sich an dieser Stelle ein Bild. Weitere Infos zum Motiv findest du vielleicht auf der Diskussionsseite . Falls du dabei helfen möchtest, erklärt die Anleitung , wie das geht. |
| Booking.com               | Airbus A320-200 | B-6902                  | seit Mai 2018      | |
| Oishi                     | Airbus A320-200 | B-8248                  | seit August 2021   | Bild gesucht Die Wikipedia wünscht sich an dieser Stelle ein Bild. Weitere Infos zum Motiv findest du vielleicht auf der Diskussionsseite . Falls du dabei helfen möchtest, erklärt die Anleitung , wie das geht. |
| 100th for Spring Airlines | Airbus A320neo  | B-30D6                  | seit Dezember 2019 | |